# Diplôme d'études primaires préparatoires
Pour les articles homonymes, voir Diplôme d'études.

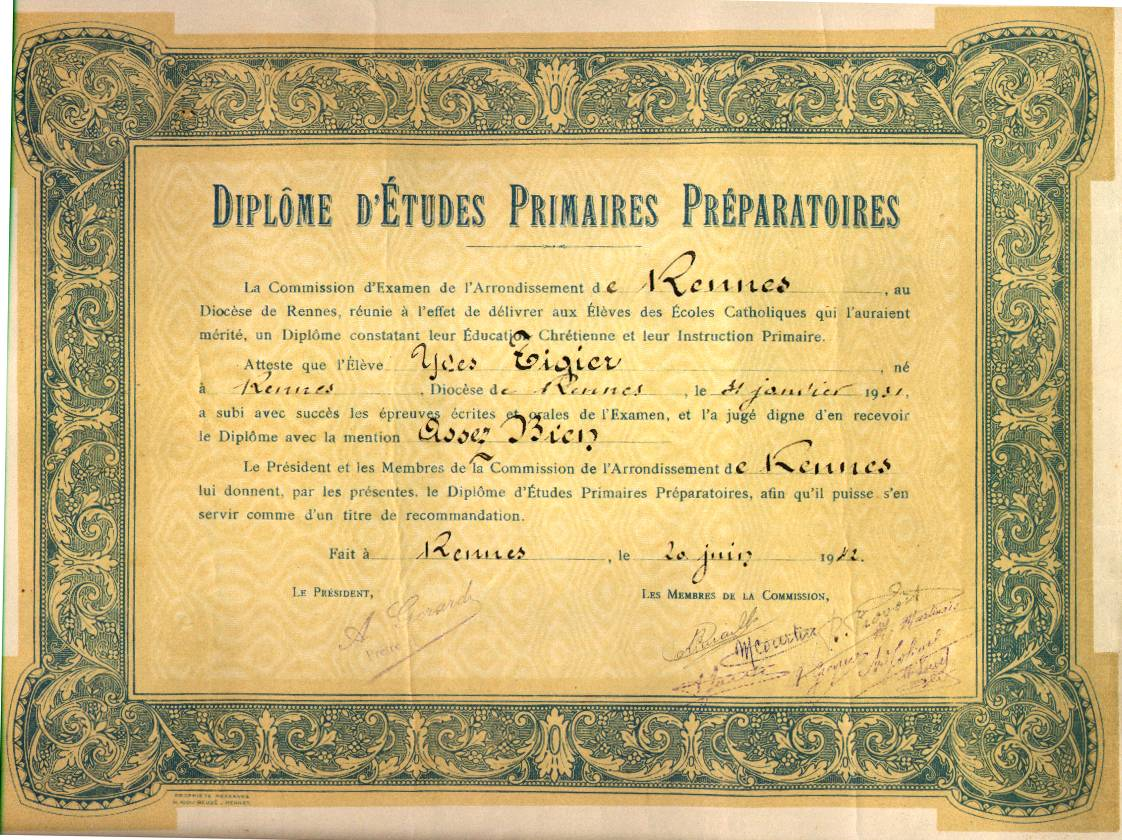
Diplôme délivré en Bretagne en 1942.

Le diplôme d'études primaires préparatoires (DEPP) est un diplôme français sanctionnant la fin des études primaires qui a été décerné en France durant l'Occupation, de 1941 à la Libération. 
Voulu par l'historien Jérôme Carcopino, secrétaire d’État à l'Éducation nationale et à la Jeunesse, afin de « distinguer les jeunes élèves intelligents et travailleurs et leur permettre de poursuivre à temps leurs études », le DEPP a été instauré par la loi de réorganisation de l'école du 15 août 1941. Il conditionnait l'entrée en cours complémentaire (pour recevoir le certificat d'études primaires élémentaires) ou en cours agricole (pour recevoir le certificat d'études agricoles). Il permettait également l'entrée dans le secondaire (sixième), sans pour autant être nécessaire aux élèves qui auraient réussi le concours des bourses.
Carcopino a associé sa création à la suppression de l'enseignement primaire supérieur : les cours complémentaires étaient ainsi assuré par des enseignants du secondaires dans les collèges, et non par des instituteurs dans les écoles primaires. Selon l'historienne Stéphanie Corcy-Debray, Carcopino a ainsi, « d'une certaine façon, réalisé l'École unique sans le vouloir ».
Le DEPP est supprimé à la Libération